# مايك ستانلي (مخرج)
مايك ستانلي (بالإنجليزية: Mike Stanley)‏ هو مخرج أمريكي، ولد في 31 يناير 1963 في ديترويت في الولايات المتحدة.

## وصلات خارجية
- الموقع الرسمي
- مايك ستانلي على موقع IMDb (الإنجليزية)
- مايك ستانلي على موقع قاعدة بيانات الفيلم (الإنجليزية)